# Georges Las Vergnas
Georges Las Vergnas (Saint-Junien, 29 aprile 1911 – Parigi, 23 gennaio 1986) è stato uno scrittore francese.

## Biografia
Quando aveva dieci anni, Las Vergnas fu mandato dalla famiglia a studiare nel seminario minore. Dopo il diploma proseguì gli studi religiosi e fu ordinato prete a 23 anni. Inviato a Limoges, divenne vicario della cattedrale ed elemosiniere del liceo. Negli anni successivi cominciò ad avere dubbi di fede e ad essere insoddisfatto di diversi aspetti della Chiesa cattolica. Nel 1940 confidò i suoi dubbi al vescovo chiedendo di potere esercitare un impiego civile, ma il prelato dispose il suo trasferimento a Creuse. Durante il suo esilio terminò il manoscritto Rencontre du Christ, iniziato a Limoges, e lo inviò a François Mauriac, autore di una Vita di Gesù, che gli rispose di essersi meravigliato per le difficoltà che Las Vergnas aveva trovato. Las Vergnas si dedicò alla lettura delle opere di  Voltaire, Tommaso d'Aquino, Prosper Alfaric e Joseph Turmel e cominciò a scrivere un dizionario di esegesi e teologia cristiana. Finita la seconda guerra mondiale, Las Vergnas lasciò la Chiesa cattolica, incontrò Paul-Louis Couchoud, divenne segretario del politico socialista Henry Vergnolle e nel 1947 aderì all'associazione Libre Pensée. Cominciò inoltre a tenere conferenze, programmi radiofonici e a scrivere articoli per il periodico la Raison militante. Nel 1956 pubblicò l'opera Pourquoi j'ai quitté l'Église Romaine. Las Vergnas aderì alla teoria del mito di Gesù e nel 1958 pubblicò il libro Jésus-Christ a-t-il existé?, in cui sosteneva che la figura centrale della religione cristiana era un personaggio mitico. Nel successivo libro Des miracles de Lourdes à Teilhard de Chardin sono riconoscibili posizioni panteiste. Nel suo ultimo libro, Las Vergnas affrontò il problema della storia del celibato dei preti cattolici.

## Libri pubblicati
- François Villon. Poète et clerc tonsuré, Georges Dargaud, Paris, 1947
- Fleurs d'ortie, Chez l'auteur, 1954
- Pourquoi j'ai quitté l'Église Romaine, Besançon, Imprimerie Les Comtois, 1956
- Jésus-Christ a-t-il existé? Paris, La Ruche ouvrière, 1958
- Des miracles de Lourdes à Teilhard de Chardin, sept conférences ou études, Paris, La Ruche ouvrière, 1962
- Le Cantique des cantiques et l'Ecclésiaste. Paris, La Ruche ouvrière, 1964
- Le Célibat polygamique dans le clergé, Paris, Ruche ouvrière, 1967